# Chris Hager
Chris Hager (18 de enero de 1958-16 de mayo de 2025) fue un guitarrista estadounidense, popular por haber pertenecido a la banda de hard rock Rough Cutt y por estar presente en las primeras encarnaciones de la banda Ratt. También grabó un álbum titulado Trash con su compañero en Ratt, Stephen Pearcy, proyecto que se denominó Pearcy/Hager.
Participó en el álbum benéfico liderado por Ronnie James Dio, titulado Hear n' Aid, en la canción Stars, junto a muchos de los más reconocidos músicos de heavy metal de la época, como Geoff Tate, Rob Halford, Kevin DuBrow, Yngwie Malmsteen, Dave Murray y Adrian Smith.

## Discografía

### Con Mickey Ratt
- The Garage Tape Dayz 78-81 (2000)
- Rattus Erectus 1976-1982 (2004)

### Con Rough Cutt
- Rough Cutt (1985)
- Wants You! (1986)
- Rough Cutt Live (1996)

### Con Pearcy/Hager
- Trash